# 사이버 칼리프국가

이슬람국 해킹부(영어: Islamic State Hacking Division)는 ISIL 소속의 이슬람 극단주의 해킹 집단이다.
ISIS/ISIL(이라크 레반트 이슬람 국가)의 디지털 군대로 자칭하는 여러 해커 그룹들이 합병된 집단이다. 통합 조직은 Ghost Caliphate Section, Sons Caliphate Army(SCA), Caliphate Cyber Army(CCA) 및 Kalashnikov E-Security Team을 포함하여 최소 4개의 개별 그룹으로 구성된다. 조사 결과 러시아 정보 그룹인 APT28과의 연관성도 드러났는데, 이 이름은 서방 국가들과 전쟁을 벌이기 위한 구실로 사용되었다.